# Super Bowl V
El Super Bowl V fue el nombre que se le dio al partido de fútbol americano que definió al campeón de la temporada 1970-71 de la National Football League NFL. El partido se disputó el 17 de enero de 1971 en el estadio Miami Orange Bowl de la ciudad de Miami, Florida. El campeón de la National Football Conference (NFC) los Dallas Cowboys enfrentaron a los campeones de la American Football Conference (AFC), los Baltimore Colts. La victoria fue para el equipo de los Baltimore Colts que se impuso por 16-13 y de esta forma consiguió el primer título para la franquicia de los Colts en un Super Bowl y único en la ciudad de Baltimore.

## Resumen del partido
El Super Bowl V empezó muy parejo, aunque los Dallas Cowboys abrirían el marcador con un gol de campo de Mike Clark de 14 yardas. En el segundo cuarto, otro gol de campo de Clark, esta vez de 30 yardas estiraba la ventaja para los Dallas Cowboys. Sin embargo los Baltimore Colts responderían rápidamente con una recepción de John Mackey tras un pase lanzado por Johnny Unitas de 75 yardas, aunque Dallas bloquearía el punto extra de Jim O'Brien. Los Dallas Cowboys se irían adelante con una anotación de Duane Thomas, tras un pase de 7 yardas de Craig Morton. En el último cuarto Tom Nowatzke, de los Baltimore Colts, con un acarreo de 2 yardas empataría el juego. En la última serie ofensiva del partido, y con 5 segundos en el reloj, Jim O'Brien con un gol de campo de 32 yardas le dio el triunfo a los Baltimore Colts. El jugador más valioso fue Chuck Howley, de los Dallas Cowboys. Única vez en la historia de un Super Bowl que se le entregó este premio a un jugador del equipo perdedor,  quien interceptó en dos ocasiones, la primera a Johnny Unitas y la segunda a Earl Morrall que suplantó a Unitas por lesión, además Howley fue clave en la defensiva de los Dallas Cowboys.